# Żana Bergendorff
Żana Bergendorff (bułg. Жана Бергендорф; ur. 20 października 1985 w Sofii) – bułgarska piosenkarka i autorka tekstów, zwyciężczyni bułgarskiego X Factor (2013), wraz z zespołem Equinox reprezentantka Bułgarii w Konkursie Piosenki Eurowizji w 2018 w Lizbonie.

## Życiorys

### Kariera
Zaczęła śpiewać w wieku 6 lat. Należała do Radiowego Chóru Dziecięcego i dziecięcej grupy wokalnej „Wróble”. W wieku 18 lat przeniosła się do Korei Południowej, by rozwijać karierę. Jej nauczycielka muzyki, Adriana Wenkowa, jedna z założycielek grupy wokalnej „Wróble”, zbierała wokalistów i wokalistki na wyjazd zagraniczny do szkoły muzycznej. W czasie pobytu w Korei Żana śpiewała w lokalach muzycznych i pracowała w hotelu. W 2010 przeniosła się do Danii, ojczystego kraju narzeczonego.
W 2012 wystąpiła w duńskiej wersji X Factor, a w 2013 w drugim sezonie bułgarskiego X Factor. Przez cały czas trwania programu ani razu nie była zagrożona. Uzyskała 69,9% głosów publiczności i wygrała konkurs.
W dniu 12 czerwca 2014 ukazał się jej debiutancki singiel, Samuraj, wyprodukowany przez Virginia Records. Dwa dni po opublikowaniu na YouTube nagranie osiągnęło 28 000 wyświetleń. Piosenka przez 5 tygodni była najczęściej emitowaną na antenie bułgarskiego radia i telewizji. W grudniu 2014 ukazała się piosenka Igraem S Teb Do Kraya, którą Żana nagrała z raperem Kristo. Przez 3 tygodnie piosenka plasowała się na pierwszym miejscu w ogólnej liście przebojów, a przez 7 kolejnych tygodni była na szczycie listy najpopularniejszych bułgarskich piosenek. W dniu 9 maja 2015 ukazał się jej drugi singiel Nevazmozhni Sme Sami. Przez 6 tygodni zajmował pierwsze miejsce bułgarskiej listy przebojów. Przez 3 tygodnie był najczęściej odtwarzaną piosenką na antenie bułgarskich stacji radiowych. Singiel artysty Moisey'a Vreme z jej udziałem, opublikowany 21 października 2015, przez 9 tygodni plasował się na szczycie rankingu najchętniej emitowanych piosenek w Bułgarii.
W konkursie Radia BG 2015 zdobyła nagrodę za Bułgarski Debiut Roku, została też Kobietą Roku 2014 magazynu „Grazia”. W 2014 i 2015 znalazła się na liście najbardziej wpływowych ludzi w Bułgarii ogłoszonej przez Forbes Bulgaria.
Wzięła udział w The Voice of Summer Tour 2014, Coca-Cola Happy Energy Tour 2014 oraz The Voice of Summer Tour 2015.
W 2016 uczestniczyła w bułgarskim reality show VIP Brother.
Jej ostatni singiel wydany pod skrzydłami Virginia Records, Dokrai, ukazał się 7 stycznia 2017. W połowie sierpnia ogłosiła, że nie odnowi kontraktu z wytwórnią.

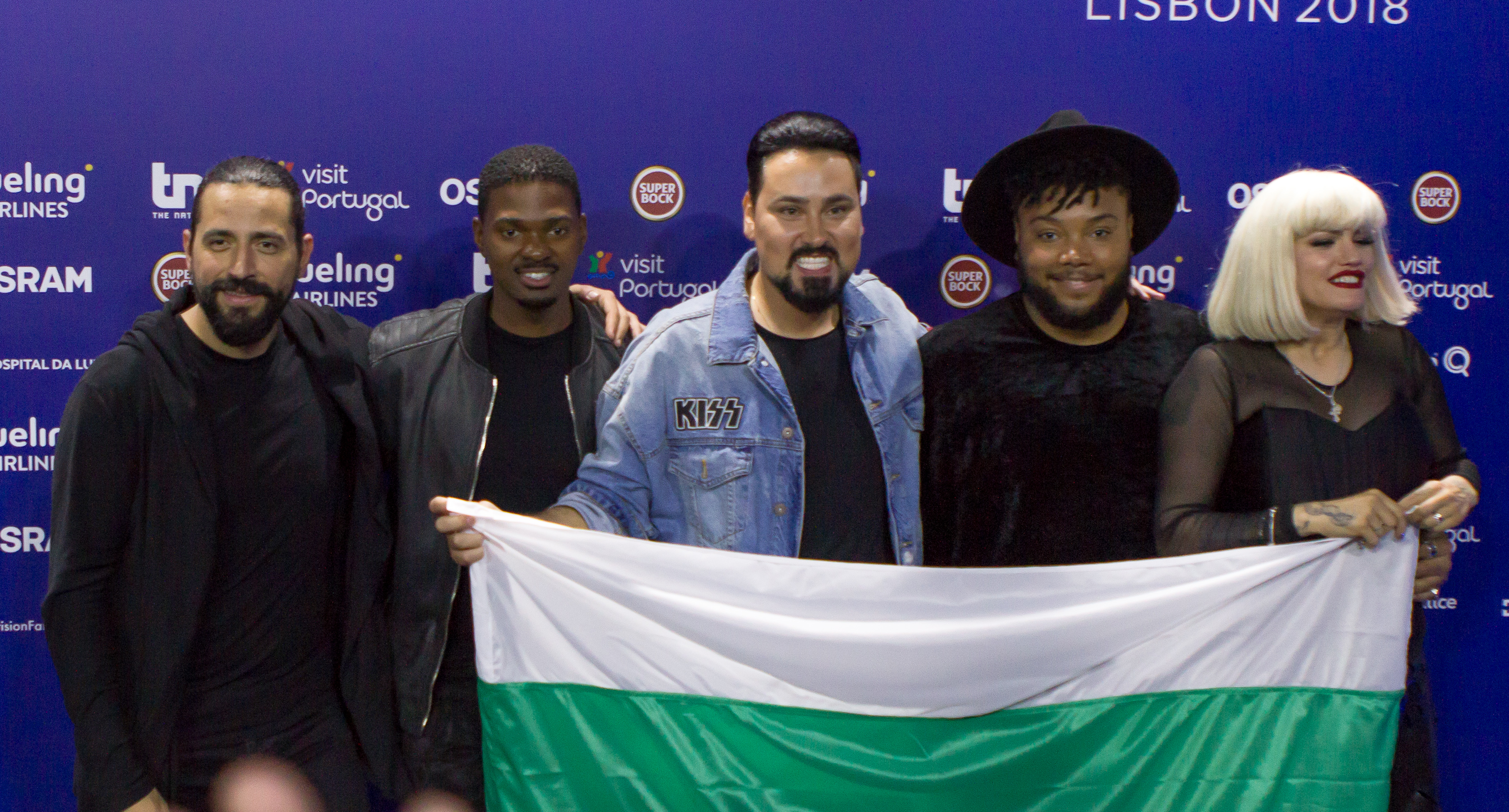
Żana Bergendorff jako członkini zespołu Equinox reprezentującego Bułgarię w Konkursie Piosenki Eurowizji w 2018 w Lizbonie. Zdjęcie z konferencji prasowej po pierwszym półfinale konkursu

W 2017 zgłosiła się do bułgarskich preselekcji piosenki na Konkurs Piosenki Eurowizji w 2018 w Lizbonie jako członkini pięcioosobowego zespołu Equinox, który powstał specjalnie na cele konkursu. W dniu 12 marca 2018 Bułgarska Telewizja Narodowa ogłosiła, że Equinox będzie reprezentować Bułgarię w Konkursie Piosenki Eurowizji 2018. Piosenka „Bones” została wybrana z 202 zgłoszeń i 13, które znalazły się w finale krajowych prelekcji. Piosenka „Bones” zakwalifikowała się do finału, w którym zajęła 14. miejsce (166 punktów). Kilka dni po finale zespół ogłosił, że będzie kontynuować działalność po podpisaniu kontraktu z Universal Music Group. Jednak od czasu konkursu grupa nie jest aktywna, a jej członkowie, w tym Żana, kontynuują karierę solową. Equinox był pierwszym bułgarskim zespołem, który podpisał kontrakt z Universal Music Group.
Żana znana jest z eksperymentowania z wizerunkiem scenicznym, kolorem włosów itp.. Jest jedną z najważniejszych i bardziej kontrowersyjnych bułgarskich artystek.

### Życie prywatne
Jej mama, adoptowane dziecko bułgarskiej pary: skrzypka i skrzypaczki, pochodziła z Niemiec. Była spadachroniarką. Ukończyła szkołę muzyczną i grała na pianinie. Żana nie poznała swojego biologicznego ojca, który zostawił żonę, gdy była w trzecim miesiącu ciąży z Żaną. Po latach dowiedziała się, że drugi mąż matki, ojciec jej siostry, nie jest jej biologicznym ojcem. Nosiła jego nazwisko. Po latach rodzice Żany rozstali się.
Gdy Żana miała 6 lat, rodzice wyjechali do siostry ojca do Afryki. Planowali emigrację do Nowej Zelandii, ale zostali w Bułgarii. Żana pracowała od 12 roku życia, by być niezależną i mieć własne pieniądze. Zaczynała jako sprzątająca restaurację, potem została kelnerką.
Chorowała na raka szyjki macicy, ma problemy z tarczycą.
Z mężem Stefanem Bergendorffem, duńskim inżynierem statków, którego poznała w Korei Południowej w 2007, ma syna Leona (ur. 2010).
Mówi po bułgarsku, angielsku, koreańsku i duńsku.
W 2016 została aresztowana i oskarżona o posiadanie narkotyków.